# إيرابواتو
إيرابواتو (بالإسبانية: Irapuato, Guanajuato)‏ هي مدينة مكسيكية، يبلغ عدد سكانها نحو 574344 نسمة.

## المناخ
يظهر الجدول التالي التغييرات المناخية على مدار السنة لإيرابواتو:
| البيانات المناخية لـإيرابواتو           | البيانات المناخية لـإيرابواتو | البيانات المناخية لـإيرابواتو | البيانات المناخية لـإيرابواتو | البيانات المناخية لـإيرابواتو | البيانات المناخية لـإيرابواتو | البيانات المناخية لـإيرابواتو | البيانات المناخية لـإيرابواتو | البيانات المناخية لـإيرابواتو | البيانات المناخية لـإيرابواتو | البيانات المناخية لـإيرابواتو | البيانات المناخية لـإيرابواتو | البيانات المناخية لـإيرابواتو | البيانات المناخية لـإيرابواتو |
| الشهر                                   | يناير                         | فبراير                        | مارس                          | أبريل                         | مايو                          | يونيو                         | يوليو                         | أغسطس                         | سبتمبر                        | أكتوبر                        | نوفمبر                        | ديسمبر                        | المعدل السنوي                 |
| --------------------------------------- | ----------------------------- | ----------------------------- | ----------------------------- | ----------------------------- | ----------------------------- | ----------------------------- | ----------------------------- | ----------------------------- | ----------------------------- | ----------------------------- | ----------------------------- | ----------------------------- | ----------------------------- |
| الدرجة القصوى °م (°ف)                   | 31.0 (87.8)                   | 35.0 (95.0)                   | 35.0 (95.0)                   | 38.0 (100.4)                  | 42.1 (107.8)                  | 38.0 (100.4)                  | 35.0 (95.0)                   | 32.0 (89.6)                   | 34.0 (93.2)                   | 33.5 (92.3)                   | 33.0 (91.4)                   | 32.0 (89.6)                   | 42.1 (107.8)                  |
| متوسط درجة الحرارة الكبرى °م (°ف)       | 24.4 (75.9)                   | 26.3 (79.3)                   | 29.1 (84.4)                   | 31.1 (88.0)                   | 32.3 (90.1)                   | 30.2 (86.4)                   | 28.2 (82.8)                   | 28.0 (82.4)                   | 27.5 (81.5)                   | 27.1 (80.8)                   | 26.3 (79.3)                   | 24.9 (76.8)                   | 28.0 (82.4)                   |
| المتوسط اليومي °م (°ف)                  | 15.2 (59.4)                   | 16.7 (62.1)                   | 19.4 (66.9)                   | 21.8 (71.2)                   | 23.7 (74.7)                   | 23.2 (73.8)                   | 21.6 (70.9)                   | 21.4 (70.5)                   | 20.9 (69.6)                   | 19.5 (67.1)                   | 17.5 (63.5)                   | 15.9 (60.6)                   | 19.7 (67.5)                   |
| متوسط درجة الحرارة الصغرى °م (°ف)       | 6.0 (42.8)                    | 7.1 (44.8)                    | 9.6 (49.3)                    | 12.5 (54.5)                   | 15.1 (59.2)                   | 16.1 (61.0)                   | 15.1 (59.2)                   | 14.9 (58.8)                   | 14.3 (57.7)                   | 11.8 (53.2)                   | 8.7 (47.7)                    | 6.9 (44.4)                    | 11.5 (52.7)                   |
| أدنى درجة حرارة °م (°ف)                 | −3.0 (26.6)                   | −2.5 (27.5)                   | 0.0 (32.0)                    | 4.0 (39.2)                    | 5.0 (41.0)                    | 10.0 (50.0)                   | 6.5 (43.7)                    | 9.0 (48.2)                    | 4.8 (40.6)                    | 2.0 (35.6)                    | 0.0 (32.0)                    | −2.0 (28.4)                   | −3.0 (26.6)                   |
| الهطول مم (إنش)                         | 11.5 (0.45)                   | 4.6 (0.18)                    | 3.8 (0.15)                    | 10.0 (0.39)                   | 30.5 (1.20)                   | 116.5 (4.59)                  | 164.3 (6.47)                  | 141.7 (5.58)                  | 105.9 (4.17)                  | 37.9 (1.49)                   | 9.6 (0.38)                    | 8.2 (0.32)                    | 644.5 (25.37)                 |
| متوسط أيام هطول الأمطار (≥ 0.1 mm)      | 1.6                           | 1.2                           | 1.1                           | 2.0                           | 4.8                           | 10.8                          | 15.3                          | 14.1                          | 10.1                          | 4.3                           | 1.5                           | 1.8                           | 68.6                          |
| المصدر: Servicio Meteorologico Nacional |                               |                               |                               |                               |                               |                               |                               |                               |                               |                               |                               |                               |                               |

## توأمة
لإيرابواتو اتفاقيات توأمة مع كل من:
- مرسية
- مدينة أغواسكاليينتس
- غرين باي
- هيوستن
- لاريدو
- Marianao [الإنجليزية]‏
- ماكالين

## أعلام
- كريستيان إغناثيو راميريز
- جيراردو غوميز
- ميغيل أنخيل شيكو هيريرا
- سيرجيو أفيلا
- خوان كارلوس زاراغوزا
- خايمي بيلمونت
- سلفادور مارتينيز بيريز